# Surinaamse parlementsverkiezingen 2020/Kandidatenlijst/DNW
Dit is de lijst van kandidaten voor de Surinaamse parlementsverkiezingen in 2020 van de DNW. De verkiezingen vonden plaats op 25 mei 2020. De landelijke partijleider is John Samuel.
De onderstaande deelnemers kandideren op grond van het districten-evenredigheidsstelsel voor een zetel in De Nationale Assemblée. Elk district heeft een eigen lijsttrekker. Los van deze lijst vinden tegelijkertijd de verkiezingen van de ressortraden plaats. Daarvoor geldt het personenmeerderheidsstelsel. De kandidaten voor de ressortraden staan hieronder niet genoemd.

## Lijsten
Hieronder volgen de kandidatenlijsten op alfabetische volgorde per district.

### Marowijne
1. Iwan John Samuel[6]
2. Earlen Gilliano Lenz[6]

### Paramaribo
1. Ingrid Yvonne Adrianus
2. Gutesse Ashley Weson
3. Ebigaél Xafiera Maatrijk

### Wanica
1. Jorlynn Jonelle Dipper

Kandidaten per partij: A20 · 
ABOP · 
BEP · 
DA'91 · 
DNW · 
DOE · 
HVB · 
NDP · 
NPS · 
PALU · 
PL · 
PRO/APS · 
SDU · 
SPA · 
STREI! · 
VHP · 
VVD
Kandidaten per district: Brokopondo · 
Commewijne · 
Coronie · 
Marowijne · 
Nickerie · 
Para · 
Paramaribo · 
Saramacca · 
Sipaliwini · 
Wanica